# Triepeolus argyreus
Triepeolus argyreus là một loài Hymenoptera trong họ Apidae. Loài này được Cockerell mô tả khoa học năm 1907.